# 3821-es busz
A 3821-es jelzésű autóbuszvonal egy Encs és Regéc között közlekedő helyközi járat, amelyet a Volánbusz Zrt. üzemeltet Novajidrány, Vizsoly és Korlát érintésével.

## Útvonala
Encs autóbusz állomásáról indul. A 3-as főút és Novajidrány irányába hagyja el a várost. A községben néhány indítás kitér az iskolához, majd azt követően a vasútállomásra. Ezután Vizsoly felé veszi irányát, pár járat érinti Vilmányt is. Szintén egyes buszok érintik Hernádcécét, majd utána az összes Korlátot. Fony település után Mogyoróska törpefaluba a legtöbb szóló eljutást biztosít. Az ezt követő község Regéc, a vonal végállomása, mely tömegközlekedésileg zsákfalu (Regécet és a szomszédos Háromhutát autóbuszvonal nem köti össze).

## Közlekedése
Indításszáma átlagos, nagyon sok korlátozás figyelhető meg a vonalon. A két végállomás között Regéc felé egy-kettő, Encs felé mindössze egy darab közlekedik tanítási napokon reggel, mint iskolásjárat. Novajidrány vasútállomásán vasúti kapcsolatot nyújt Miskolc és Hidasnémeti felé majd minden esetben, mely a járatok jelentős részének vagy indulási, vagy érkezési pontja.
| Útvonala                                 | Indításszáma    | Közlekedése               |
| ---------------------------------------- | --------------- | ------------------------- |
| Encs, aut. áll. ➝ Fony, vilmányi elág.   | 1 oda           | hétfőn, szerdán, pénteken |
| Encs, aut. áll. – Regéc, aut. ford.      | 1 pár           | tanítási napokon          |
| Novajidrány, vá. – Fony, vilmányi elág.  | 1 pár           | kedden, csütörtökön       |
| Novajidrány, vá. – Regéc, aut. ford.     | 2 oda, 1 vissza | tanítási napokon          |
| Novajidrány, vá. – Regéc, aut. ford.     | 3 oda, 2 vissza | tanszünetben munkanapokon |
| Novajidrány, vá. – Regéc, aut. ford.     | 1 oda           | munkanapokon              |
| Novajidrány, vá. – Regéc, aut. ford.     | 4 oda, 2 vissza | szombaton                 |
| Novajidrány, vá. – Regéc, aut. ford.     | 1 oda, 2 vissza | (minden) vasárnap         |
| Novajidrány, vá. – Regéc, aut. ford.     | 3 oda, 1 vissza | (04.01–10.23) vasárnap    |
| Novajidrány, vá. – Regéc, aut. ford.     | 1 oda           | (10.24–03.31) vasárnap    |
| Fony, vilmányi elág. ➝ Regéc, aut. ford. | 1 oda           | (10.24–03.31) vasárnap    |
| Fony, vilmányi elág. ➝ Novajidrány, vá.  | 2 oda           | munkanapokon              |
| Fony, vilmányi elág. ➝ Novajidrány, vá.  | 1 oda           | szombaton                 |
| Fony, vilmányi elág. ➝ Novajidrány, vá.  | 1 oda           | (04.01–10.23) vasárnap    |

## Megállóhelyei
| 0 | Encs, autóbusz-állomás végállomás              | 0.0 km  | 3720, 3722, 3723, 3728, 3801, 3802, 3803, 3804, 3806, 3808, 3809, 3810, 3811, 3812, 3815, 3816, 3819, 3824 Forró-Encs [90.] |
| Csak az ellentétes irányból érkezők érintik.                                                                |                                                |         | |
| ∫ | Encs, iskola                                   | ∫       | 3720, 3722, 3723, 3728, 3802, 3803, 3804, 3806, 3808, 3809, 3810, 3811, 3812, 3815, 3816, 3819, 3824, 3868                  |
| 1 | Encs, gimnázium                                | 1.3 km  | 3720, 3722, 3723, 3728, 3802, 3804, 3811, 3812, 3815, 3816, 3819                                                            |
| 2 | Novajidrány, Kossuth utca                      | 10.0 km | 3720, 3819 |
| Hétfői; szerdai; pénteki tanítási napokon 1 indítás érinti.                                                 |                                                |         | |
| ∫ | Novajidrány, iskola                            | ∫       | 3819 |
| 3 | Novajidrány, vasútállomás vonalközi végállomás | 11.3 km | 3720, 3723, 3804, 3819, 3824 Novajidrány [90.]                                                                              |
| 4 | Vizsoly, termelőszövetkezet géptelep           | 15.4 km | 3723, 3804, 3824 |
| Munkanapokon 8; szombaton 6; munkaszüneti napokon 3 indítás érinti.                                         |                                                |         | |
| ∫ | Vilmány, Fő út 57.                             | ∫       | 3723, 3804, 3824 |
| ∫ | Vilmány, iskola                                | ∫       | 3723, 3804, 3824 |
| ∫ | Vilmány, Fő út 57.                             | ∫       | 3723, 3804, 3824 |
| 4 | Vizsoly, termelőszövetkezet géptelep           | 15.4 km | 3723, 3804, 3824 |
| 5 | Vizsoly, iskola                                | 16.4 km | 3723, 3804, 3824 |
| 6 | Vizsoly, terményraktár                         | 17.1 km | 3723, 3804, 3824 |
| 7 | Korláti elágazás                               | 19.1 km | 3723, 3804, 3824 |
| Munkanapokon 4; hétvégén 3 indítás érinti.                                                                  |                                                |         | |
| ∫ | Hernádcécei elágazás                           | ∫       | 3723, 3824 |
| ∫ | Hernádcéce, templom                            | ∫       | 3824 |
| ∫ | Hernádcéce, autóbusz-forduló                   | ∫       | 3824 |
| ∫ | Hernádcéce, templom                            | ∫       | 3824 |
| ∫ | Hernádcécei elágazás                           | ∫       | 3723, 3824 |
| 7 | Korláti elágazás                               | 19.1 km | 3723, 3804, 3824 |
| 8 | Korlát-Vizsoly vasútállomás                    | 19.5 km | 3804, 3824 Korlát-Vizsoly [98.]                                                                                             |
| 9 | Korlát, községháza                             | 22.1 km | 3804, 3824 |
| 10 | Korlát, Kossuth utca 55.                       | 22.5 km | 3804, 3824 |
| 11 | Fony, vilmányi elágazás vonalközi végállomás   | 25.5 km | 3804, 3824 |
| 12 | Fony, Dózsa György utca 1.                     | 26.3 km | 3824 |
| 13 | Mogyoróska, bejárati út                        | 29.2 km | 3824 |
| Munkanapokon 2; 10.24–03.31. közötti vasárnapokon 4; 04.01–10.23 közötti vasárnapokon 2 indítás nem érinti. |                                                |         | |
| 14 | Mogyoróska, szálló                             | 30.2 km | 3824 |
| 15 | Mogyoróska, bejárati út                        | 31.2 km | 3824 |
| 16 | Regéc, községháza                              | 33.7 km | 3824 |
| 17 | Regéc, autóbusz-forduló végállomás             | 33.9 km | 3824 |